# Spoorlijn Zuidbroek - Delfzijl
De spoorlijn Zuidbroek - Delfzijl was een spoorlijn in de Nederlandse provincie Groningen tussen Zuidbroek en Delfzijl.

## Geschiedenis
De spoorlijn werd op 5 januari 1910 geopend als de meest noordelijke lijn van de Noordoosterlocaalspoorweg-Maatschappij (NOLS).
Het was de laatste schakel in het lokaalspoorwegnet in Noord- en Oost-Nederland dat is ontstaan uit het initiatief van de uit Winterswijk afkomstige textiel-fabrikant, tevens Tweede Kamerlid Jan Willink, bijgenaamd Spoor-Jan. Dit net bestond naast de NOLS uit de eerder door hem opgerichte Nederlandsch-Westfaalsche Spoorweg-Maatschappij (NWS) en Geldersch-Overijsselsche Lokaalspoorweg-Maatschappij (GOLS). De lijn naar Delfzijl was in de plannen de noodzakelijke schakel voor een railverbinding vanaf de Duitse grens bij Winterswijk tot aan de Noordzee.
De ambities konden echter niet worden waargemaakt. Het vervoer bleef bescheiden en al na bijna 25 jaar, op 1 december 1934, werd het personenvervoer tussen Zuidbroek en Weiwerd opgeheven. De rest van de lijn tot Delfzijl bleef in dienst voor de treinen van het Woldjerspoor uit Groningen. Op 5 mei 1941, bij de opheffing van het Woldjerspoor, werd het reizigersvervoer op dit laatste deel stopgezet. Op 27 juli 1942 werd de lijn opgebroken.
Het zandlichaam werd in het kader van de ruilverkaveling rond 1975 gedeeltelijk afgegraven. In Noord- en Zuidbroek werd een fietspad aangelegd. Het tracé tussen Nieuwolda en Weiwerd werd gebruikt voor aanleg van de Provinciale weg 362.

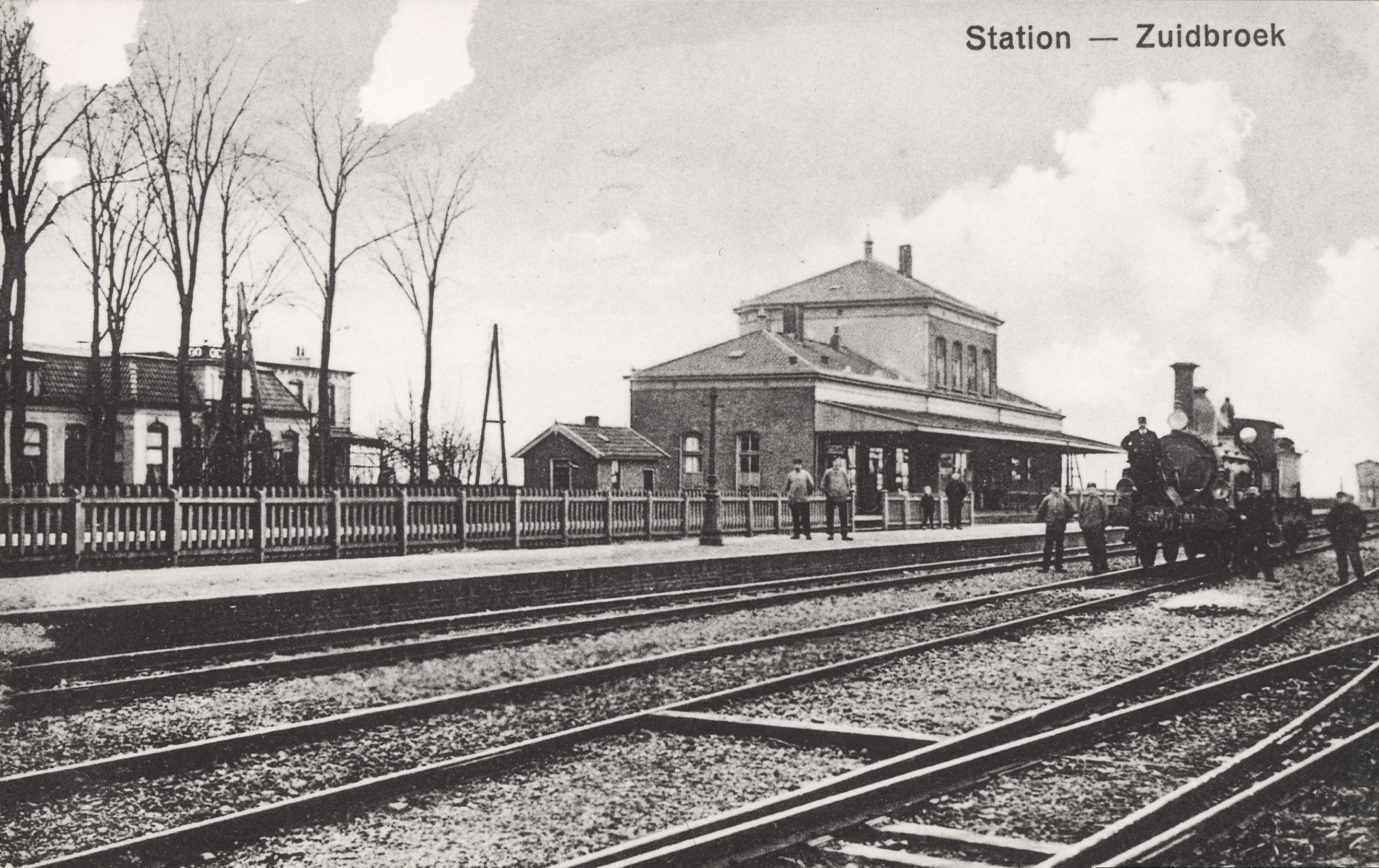
Station Zuidbroek (± 1905)
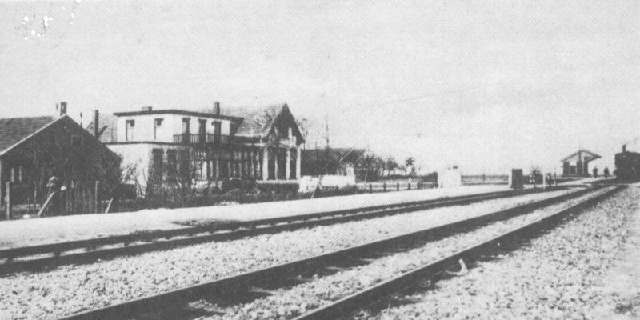
Stopplaats Nieuw Scheemda-'t Waar (1910)
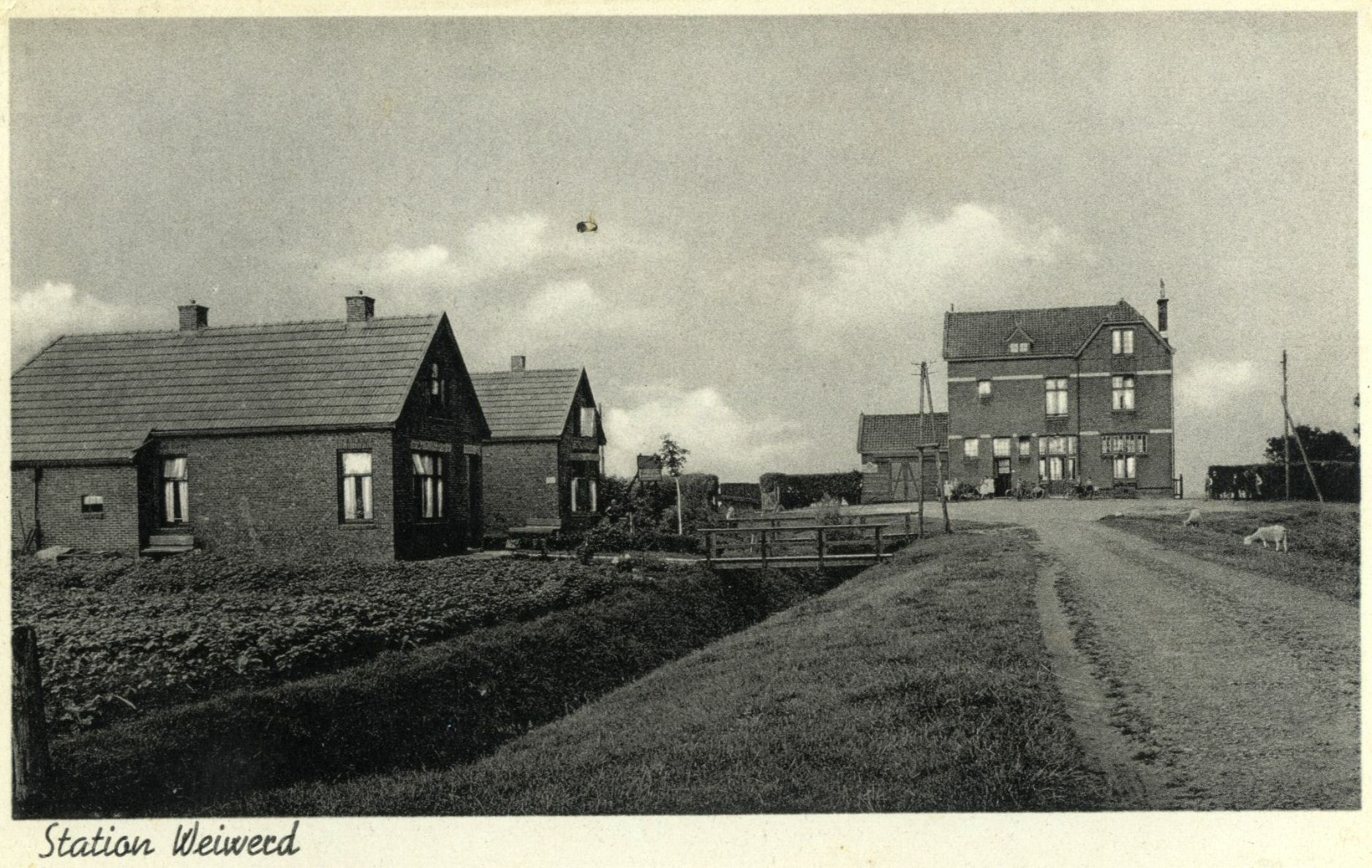
Station Weiwerd, waar de NOLS-lijn en het Woldjerspoor samenkwamen (± 1936).

## Restanten
Van de voormalige spoorlijn zijn nog diverse restanten terug te vinden zoals bebouwing. Ook zijn er een aantal baanlichamen zichtbaar in het landschap, waarop zich anno 2020 een fiets- of wandelpad bevindt. Op de volgende locaties zijn restanten terug te vinden:
- Aan de Trekweg 24 in Zuidbroek staat een voormalige brugwachterswoning.
- Tussen Zuidbroek en Noordbroek ligt op het voormalige tracé een fietspad.
- Aan de Oosterstraat 39 in Noordbroek bevindt zich het voormalige toiletgebouw van Station Noordbroek.
- Ten noorden van 't Waar bevinden zich in het weiland de brugpijlers van de voormalige spoorbrug over het Verbindingskanaal.
- De brugpijlers (noordwestzijde) van de voormalige spoorbrug over het Oude Eemskanaal in Delfzijl bevinden zich ten zuiden van sportvelden.

### Afbeeldingen

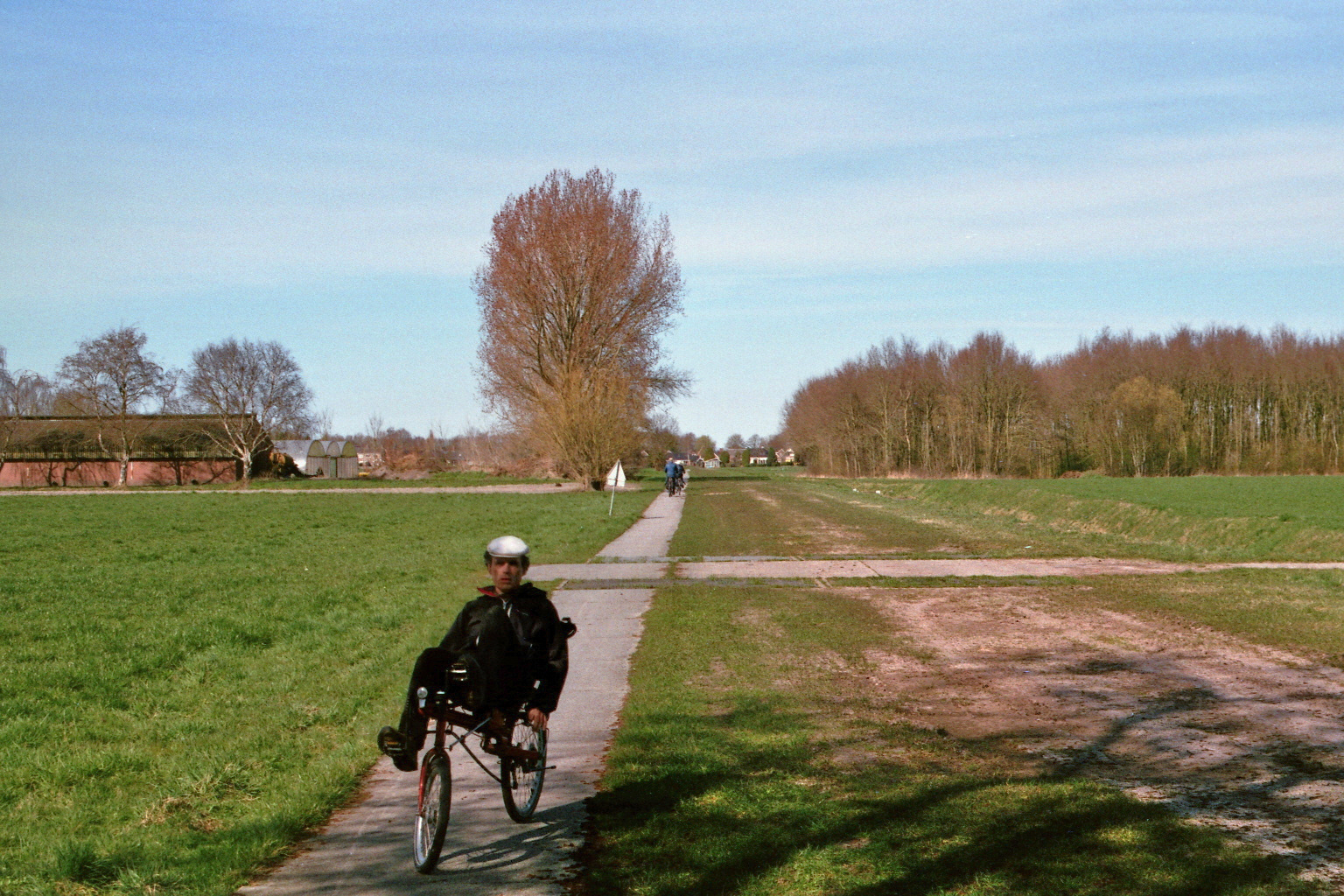
Voormalige tracé ter hoogte van Noordbroek anno 2017.
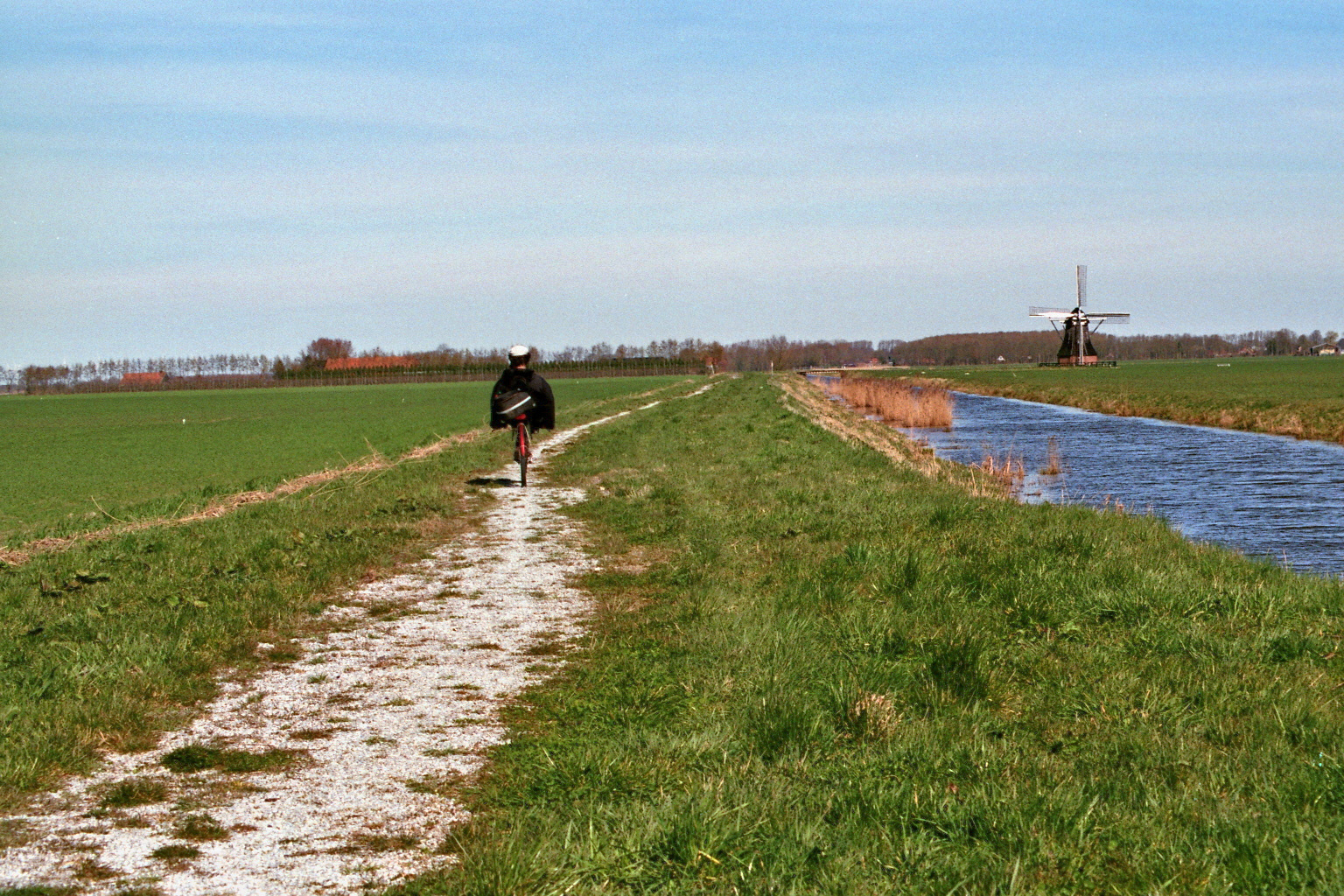
Voormalig tracé langs het Buiten Nieuwediep anno 2017.
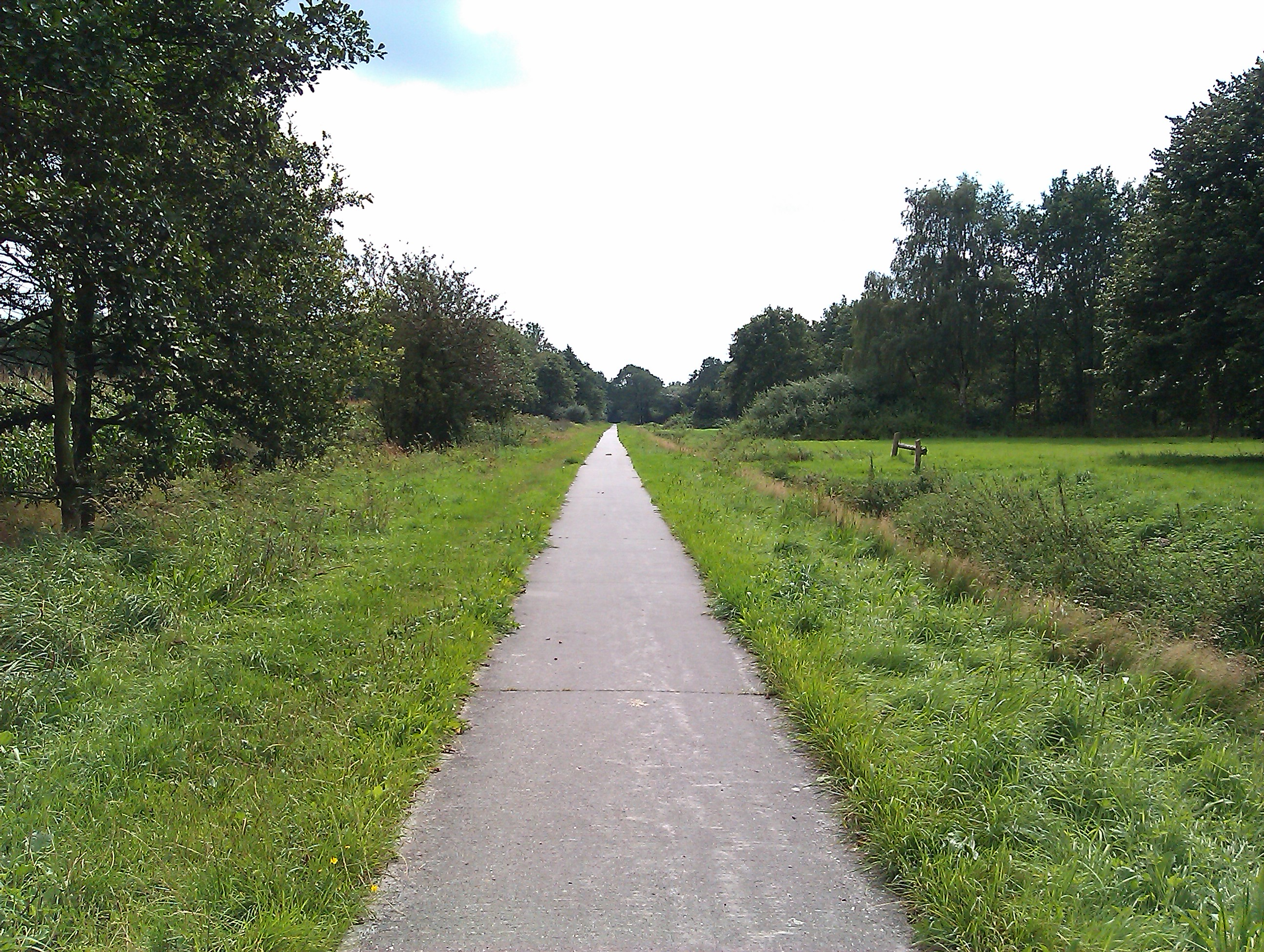
Voormalige baanlichaam ter hoogte van Uiterburen anno 2011.
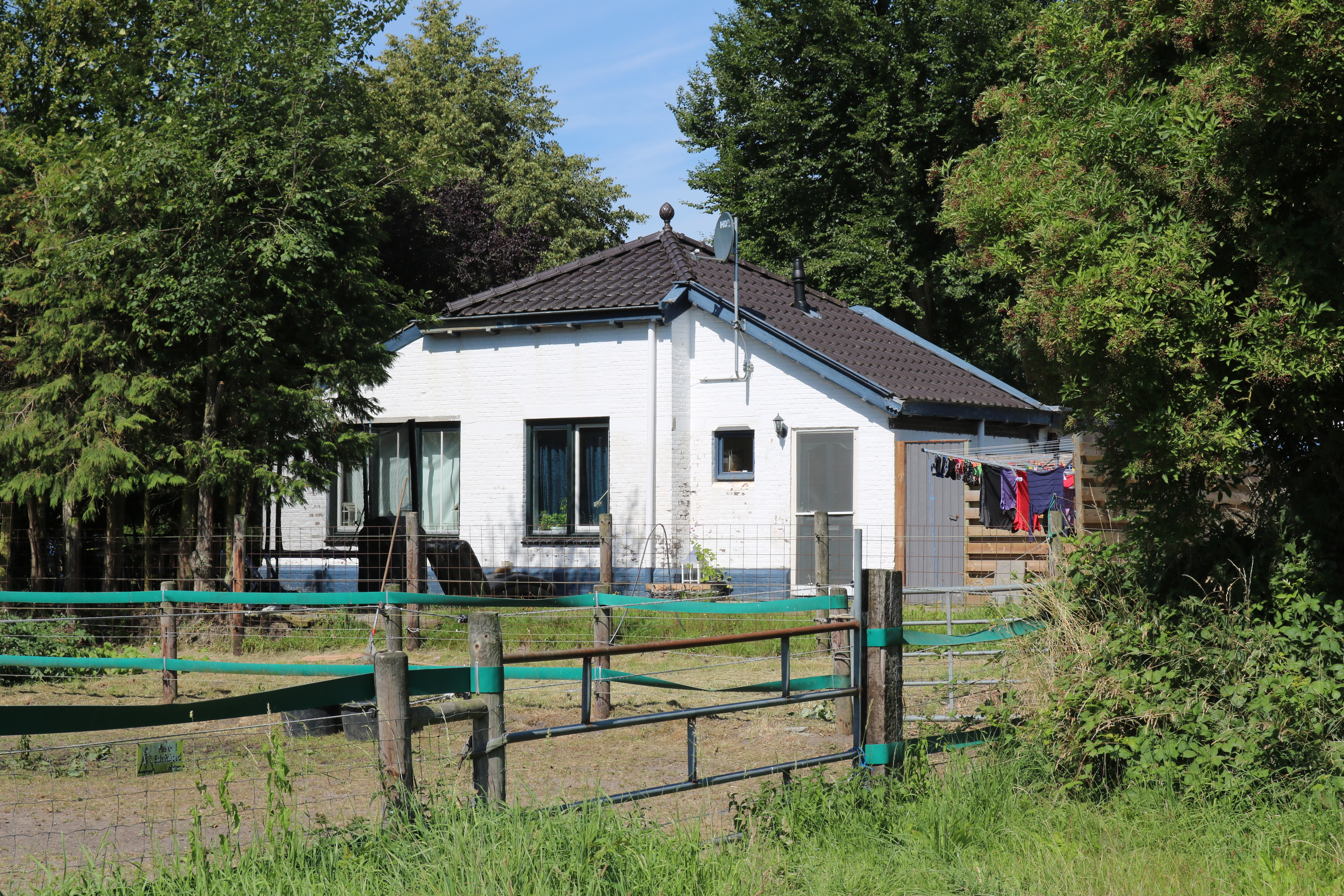
Voormalig bijgebouw van Station Noordbroek anno 2018.
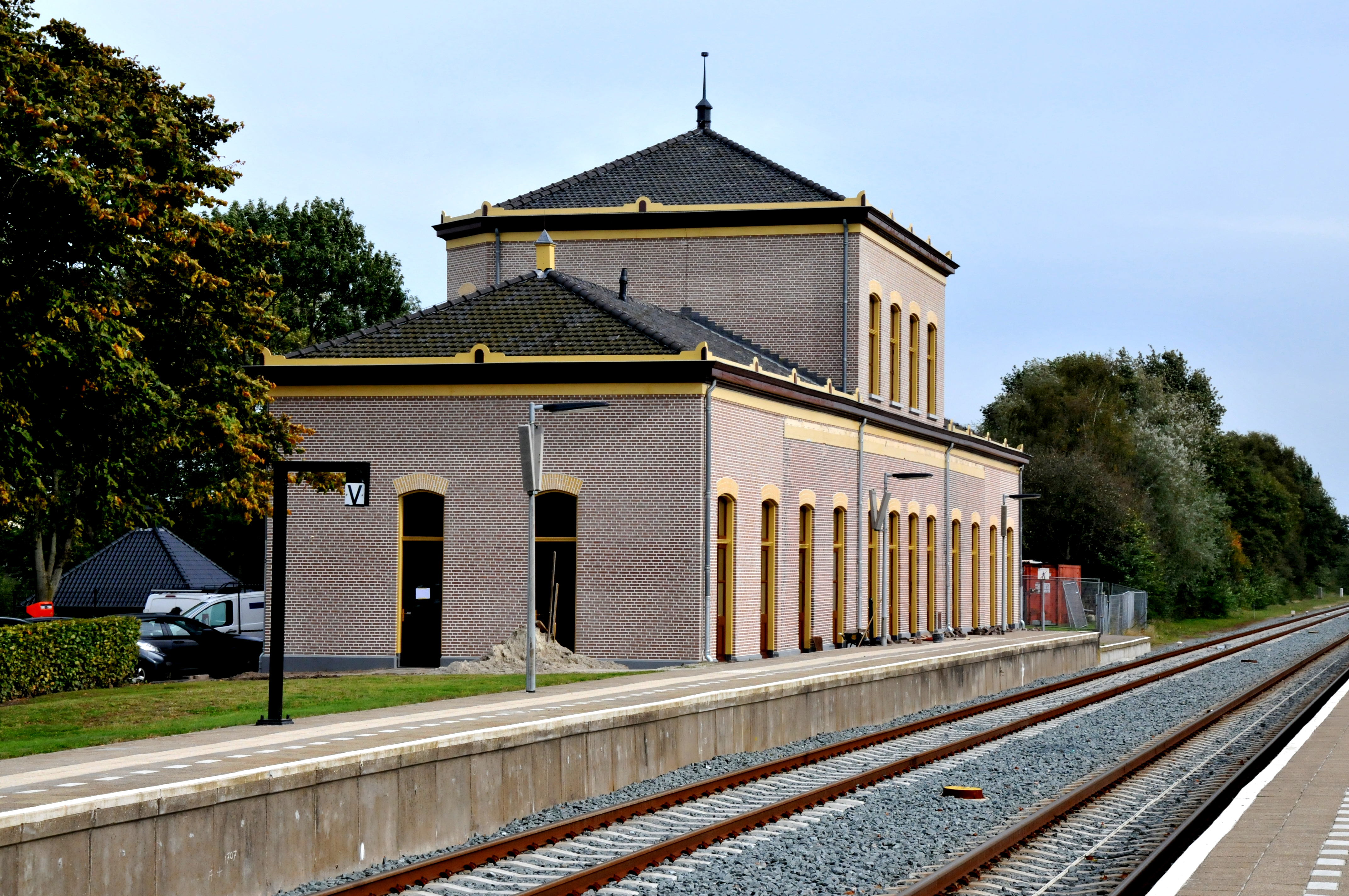
Station Zuidbroek anno 2014.
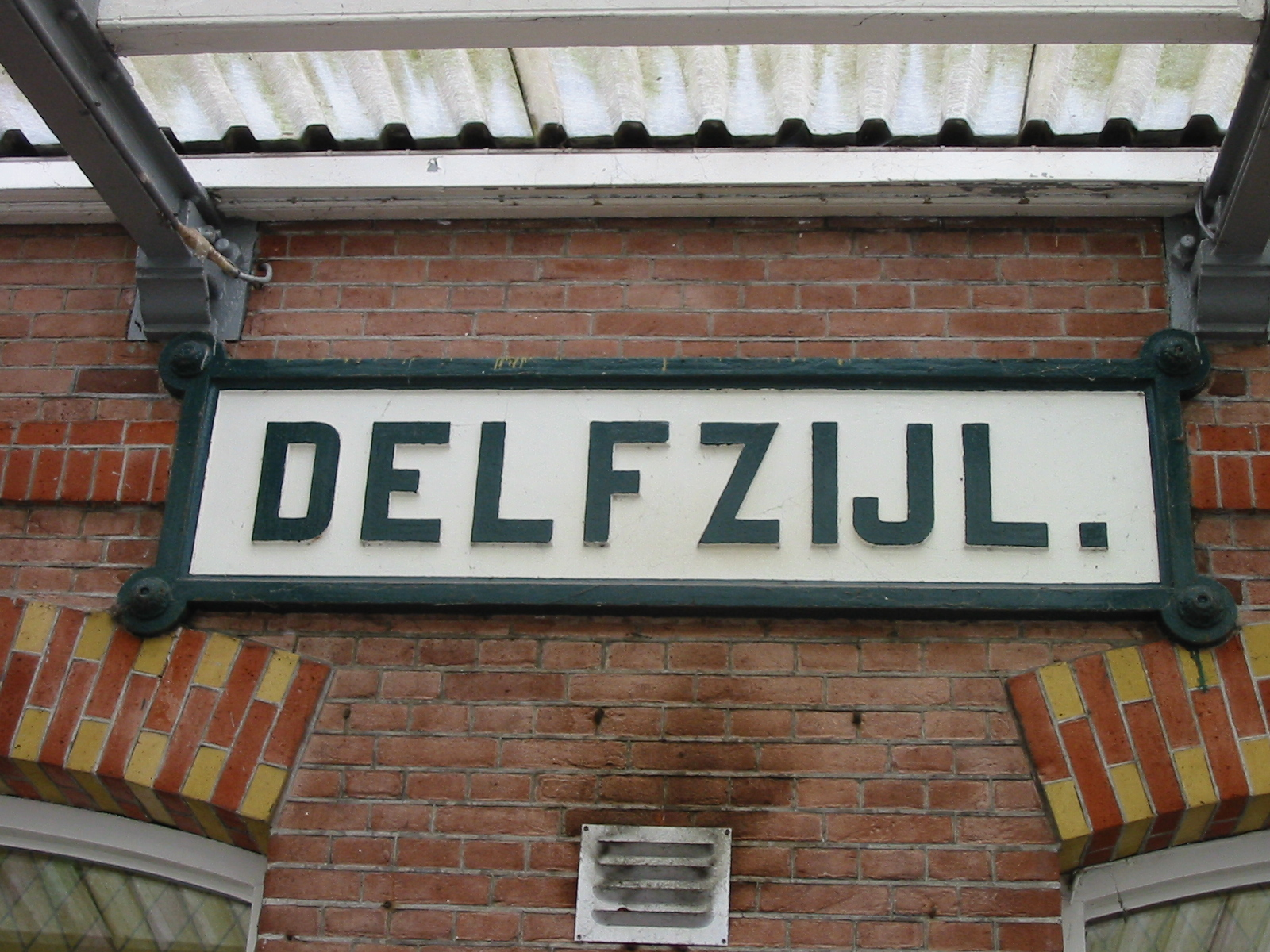
Station Delfzijl anno 2007.
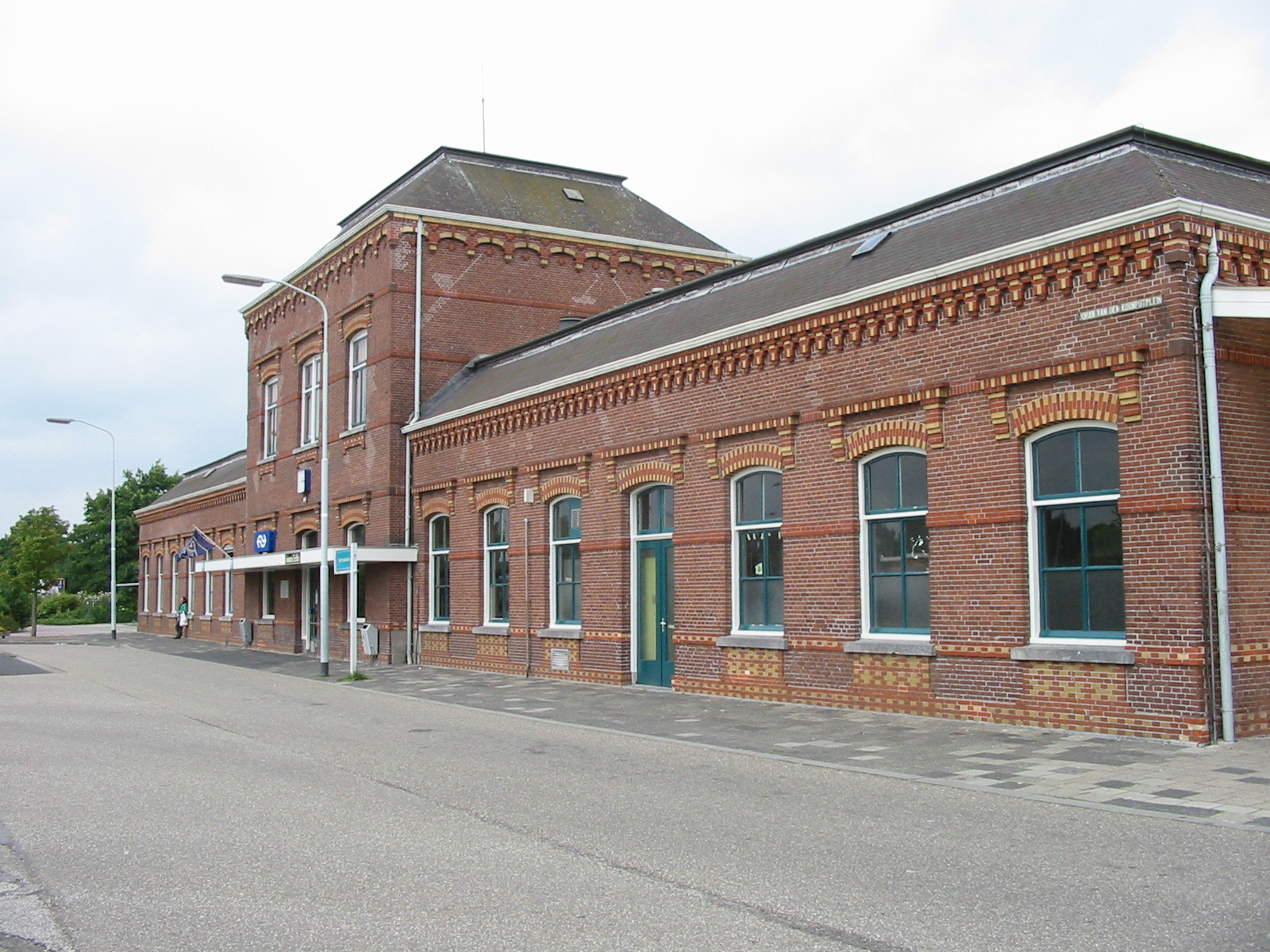
Station Delfzijl anno 2007.